# Stadnea, Lubnî
Stadnea (în ucraineană Стадня) este un sat în comuna Orihivka din raionul Lubnî, regiunea Poltava, Ucraina.

## Demografie
Componența lingvistică a localității Stadnea
     Ucraineană (95,33%)
     Română (1,33%)
     Belarusă (1,33%)
     Alte limbi (1,34%)
Conform recensământului din 2001, majoritatea populației localității Stadnea era vorbitoare de ucraineană (95,33%), existând în minoritate și vorbitori de română (1,33%) și belarusă (1,33%).